# كلايف غامبل
كلايف غامبل (بالإنجليزية: Clive Gamble)‏ هو عالم آثار بريطاني، ولد في 1951.